# Clifton Williams
Clifton Curtis Williams (Mobile, Alabama, 1932. szeptember 26. – Tallahassee, Florida, 1967. október 5.) amerikai űrhajós.
1963-ban a harmadik amerikai csoportban kezdte meg az űrhajóskiképzést. A Gemini–10 tartalék pilótája volt. Kijelölték az Apollo–9 tartalék holdkomppilótai posztjára, de egy repülőgép-balesetben életét vesztette Floridában Tallahassee mellett.